# Az ASEAN zászlaja
Az ASEAN 1967-ben a Délkelet-Ázsiában található országok között jött létre annak érdekében, hogy előmozdítsa a regionális stabilitást és a gazdasági együttműködést. Az 1997-ben adoptált lobogón a tagországok zászlóinak színei figyelhetők meg. A kék szín a tenger, az égbolt és a barátság színe. Az emblémán megjelenő tíz padiszár a tíz tagországot képviseli.